# Zouheir Hory
Zouheir Hory (* 15. března 1966) je syrský zápasník, specializující se na zápas řecko-římský. V roce 1988 se zúčastnil her v Soulu, kde v kategorii do 68 kg vypadl ve třetím kole. V prvním podlehl Hidalgovi z Panamy, ve druhém porazil Barciu ze Španělska a ve třetím podlehl Brekkemu z Norska.